# Comune di Højer
Il comune di Højer (in tedesco Hoyer) fino al 1º gennaio 2007 è stato un comune danese situato contea dello Jutland Meridionale, il comune aveva una popolazione di 2 801 abitanti (2006) e una superficie di 117 km². Capoluogo era la cittadina omonima.
Dal 1º gennaio 2007, con l'entrata in vigore della riforma amministrativa, il comune è stato soppresso e accorpato ai comuni Bredebro, Løgumkloster, Nørre-Rangstrup e Skærbæk per dare luogo al riformato comune di Tønder compreso nella regione della Danimarca Meridionale (Syddanmark).